# Fälttygkåren
Fälttygkåren var en personalkår som bildades 1937 (första instruktion den 18 juni 1937) av huvuddelen av de aktiva officerare och viss civilmilitär personal som tjänstgjorde vid Kungliga arméförvaltningens tygdepartement och dess verkstäder.
Chefen för fälttygkåren var Sveriges generalfälttygmästare, som tidigare varit inspektör för artilleriet.
Fälttygkåren uppgick i Försvarets intendentkår som bildades 1973.